# Brain (Côte-d'Or)
Pour les articles homonymes, voir Brain.
Brain est une commune française située dans le département de la Côte-d'Or, en région Bourgogne-Franche-Comté. C'était autrefois un petit village bourguignon plus important et plus connu qu'il ne l'est actuellement.

## Géographie
Brain est un petit village de Côte-d'Or, au cœur de la Bourgogne. Il se situe sur le flanc droit de la vallée de la Brenne à, à mi-chemin entre Vitteaux et Alise-Sainte-Reine.
Ce village, traversé par l'antique chemin de Bibracte est situé à quelques minutes du site d'Alésia.

### Climat
Pour des articles plus généraux, voir Climat de la Bourgogne-Franche-Comté et Climat de la Côte-d'Or.
En 2010, le climat de la commune est de type climat des marges montargnardes, selon une étude du Centre national de la recherche scientifique s'appuyant sur une série de données couvrant la période 1971-2000. En 2020, Météo-France publie une typologie des climats de la France métropolitaine dans laquelle la commune est exposée à un climat océanique altéré et est dans la région climatique  Lorraine, plateau de Langres, Morvan, caractérisée par un hiver rude (1,5 °C), des vents modérés et des brouillards fréquents en automne et hiver. 
Pour la période 1971-2000, la température annuelle moyenne est de 9,9 °C, avec une amplitude thermique annuelle de 16,3 °C. Le cumul annuel moyen de précipitations est de 978 mm, avec 13,4 jours de précipitations en janvier et 8,6 jours en juillet. Pour la période 1991-2020, la température moyenne annuelle observée sur la station météorologique de Météo-France la plus proche, « Semur En Auxois_sapc », sur la commune de Semur-en-Auxois à 13 km à vol d'oiseau, est de 11,2 °C et le cumul annuel moyen de précipitations est de 778,0 mm,. Pour l'avenir, les paramètres climatiques de la commune estimés pour 2050 selon différents scénarios d'émission de gaz à effet de serre sont consultables sur un site dédié publié par Météo-France en novembre 2022.

## Urbanisme

### Typologie
Au 1er janvier 2024, Brain est catégorisée commune rurale à habitat très dispersé, selon la nouvelle grille communale de densité à 7 niveaux définie par l'Insee en 2022.
Elle est située hors unité urbaine et hors attraction des villes,.

### Occupation des sols
L'occupation des sols de la commune, telle qu'elle ressort de la base de données européenne d’occupation biophysique des sols Corine Land Cover (CLC), est marquée par l'importance des territoires agricoles (82,4 % en 2018), une proportion identique à celle de 1990 (82,4 %). La répartition détaillée en 2018 est la suivante : prairies (47,5 %), terres arables (34,8 %), forêts (17,6 %). L'évolution de l’occupation des sols de la commune et de ses infrastructures peut être observée sur les différentes représentations cartographiques du territoire : la carte de Cassini (XVIIIe siècle), la carte d'état-major (1820-1866) et les cartes ou photos aériennes de l'IGN pour la période actuelle (1950 à aujourd'hui).

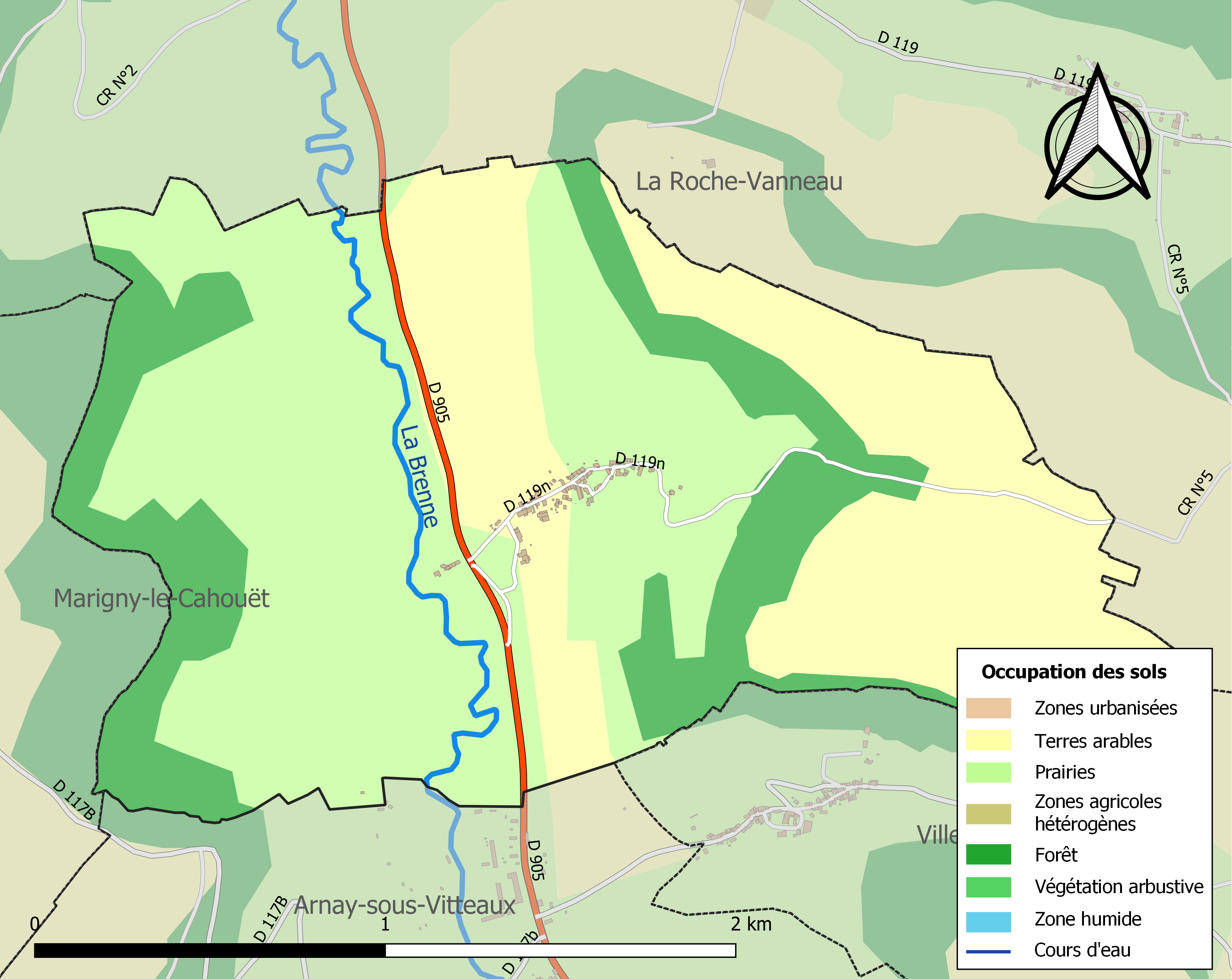
Carte des infrastructures et de l'occupation des sols de la commune en 2018 (CLC).

## Toponymie et étymologie
Du gaulois brannos ou  brannus (corbeau).
La route officielle que Vercingétorix à prise en provenance de Bibracte pour se rendre à Alésia en -52 avant Jésus Christ, passe par le village.

## Démographie
L'évolution du nombre d'habitants est connue à travers les recensements de la population effectués dans la commune depuis 1793. Pour les communes de moins de 10 000 habitants, une enquête de recensement portant sur toute la population est réalisée tous les cinq ans, les populations de référence des années intermédiaires étant quant à elles estimées par interpolation ou extrapolation. Pour la commune, le premier recensement exhaustif entrant dans le cadre du nouveau dispositif a été réalisé en 2004.

En 2022, la commune comptait 35 habitants, en stagnation par rapport à 2016 (Côte-d'Or : +0,82 %, France hors Mayotte : +2,11 %).
| 1793 | 1800 | 1806 | 1821 | 1831 | 1836 | 1841 | 1846 | 1851 |
| ---- | ---- | ---- | ---- | ---- | ---- | ---- | ---- | ---- |
| 187  | 211  | 193  | 175  | 175  | 172  | 178  | 164  | 149  |

| 1856 | 1861 | 1866 | 1872 | 1876 | 1881 | 1886 | 1891 | 1896 |
| ---- | ---- | ---- | ---- | ---- | ---- | ---- | ---- | ---- |
| 137  | 131  | 141  | 141  | 130  | 144  | 127  | 121  | 118  |

| 1901 | 1906 | 1911 | 1921 | 1926 | 1931 | 1936 | 1946 | 1954 |
| ---- | ---- | ---- | ---- | ---- | ---- | ---- | ---- | ---- |
| 120  | 110  | 90   | 88   | 79   | 74   | 77   | 71   | 66   |

| 1962 | 1968 | 1975 | 1982 | 1990 | 1999 | 2004 | 2006 | 2009 |
| ---- | ---- | ---- | ---- | ---- | ---- | ---- | ---- | ---- |
| 56   | 42   | 30   | 40   | 35   | 23   | 28   | 24   | 30   |

| 2014 | 2019 | 2022 | - | - | - | - | - | - |
| ---- | ---- | ---- | - | - | - | - | - | - |
| 33   | 34   | 35   | - | - | - | - | - | - |

## Politique et administration

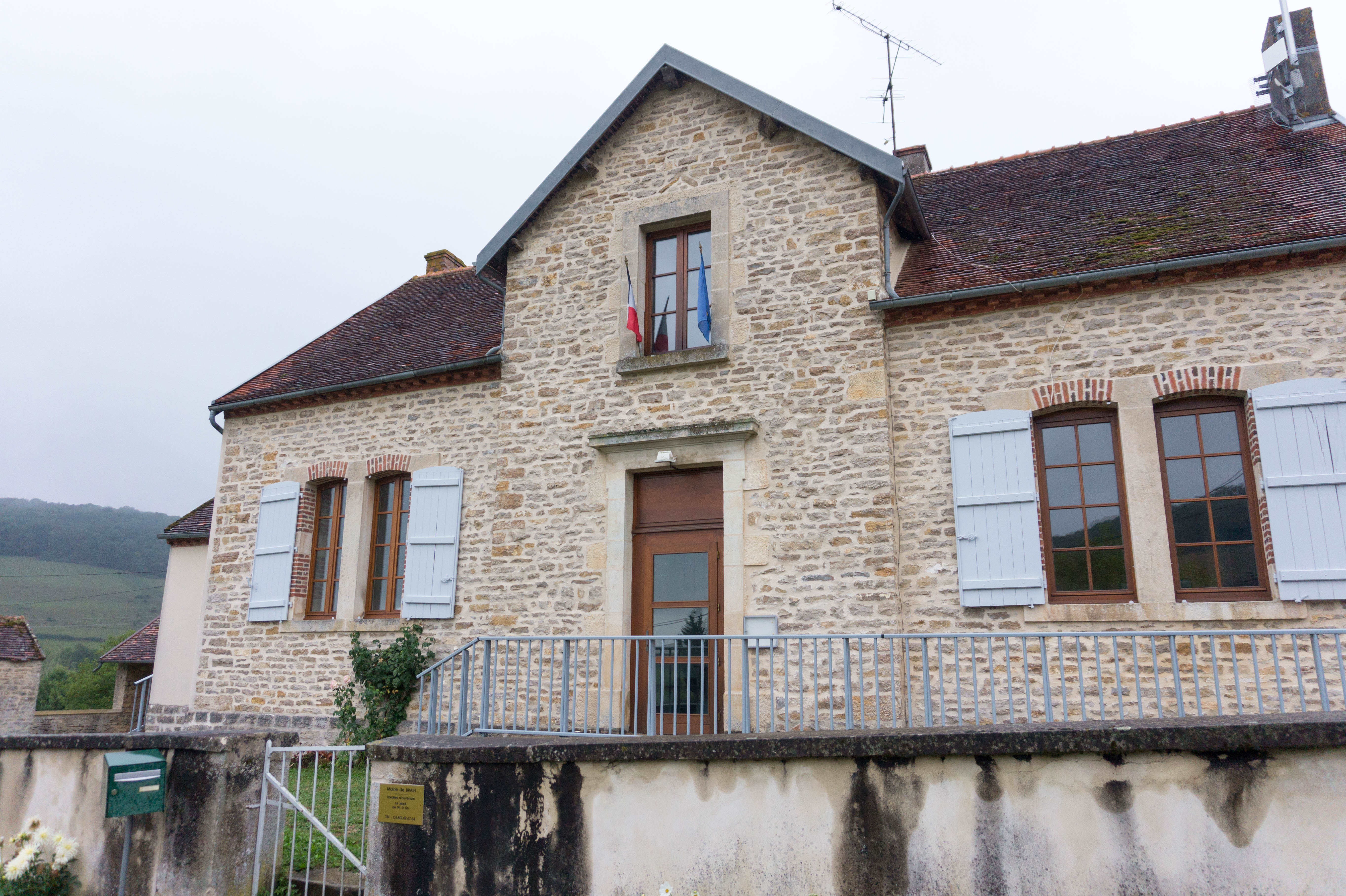
Mairie de Brain.

| Période                                  | Période   | Identité          | Étiquette | Qualité   |
| ---------------------------------------- | --------- | ----------------- | --------- | --------- |
| mars 1983                                | mars 1989 | Adrien Maunier    | DVD       | Retraitée |
| mars 1989                                | mars 1995 | Adrien Maunier    | DVD       | Retraitée |
| mars 1995                                | mars 2001 | Marie Mongeard    | SE        | Retraitée |
| mars 2001                                | mars 2008 | Marie Mongeard    | SE        | Retraitée |
| mars 2008                                | mars 2010 | Christine Bécavin | EELV      | RSA       |
| mars 2010                                | mars 2014 | Bernadette Durand |           |           |
| mars 2014                                | En cours  | Monique Failly    | SE        | Retraitée |
| Les données manquantes sont à compléter. |           |                   |           |           |

## Culture locale et patrimoine

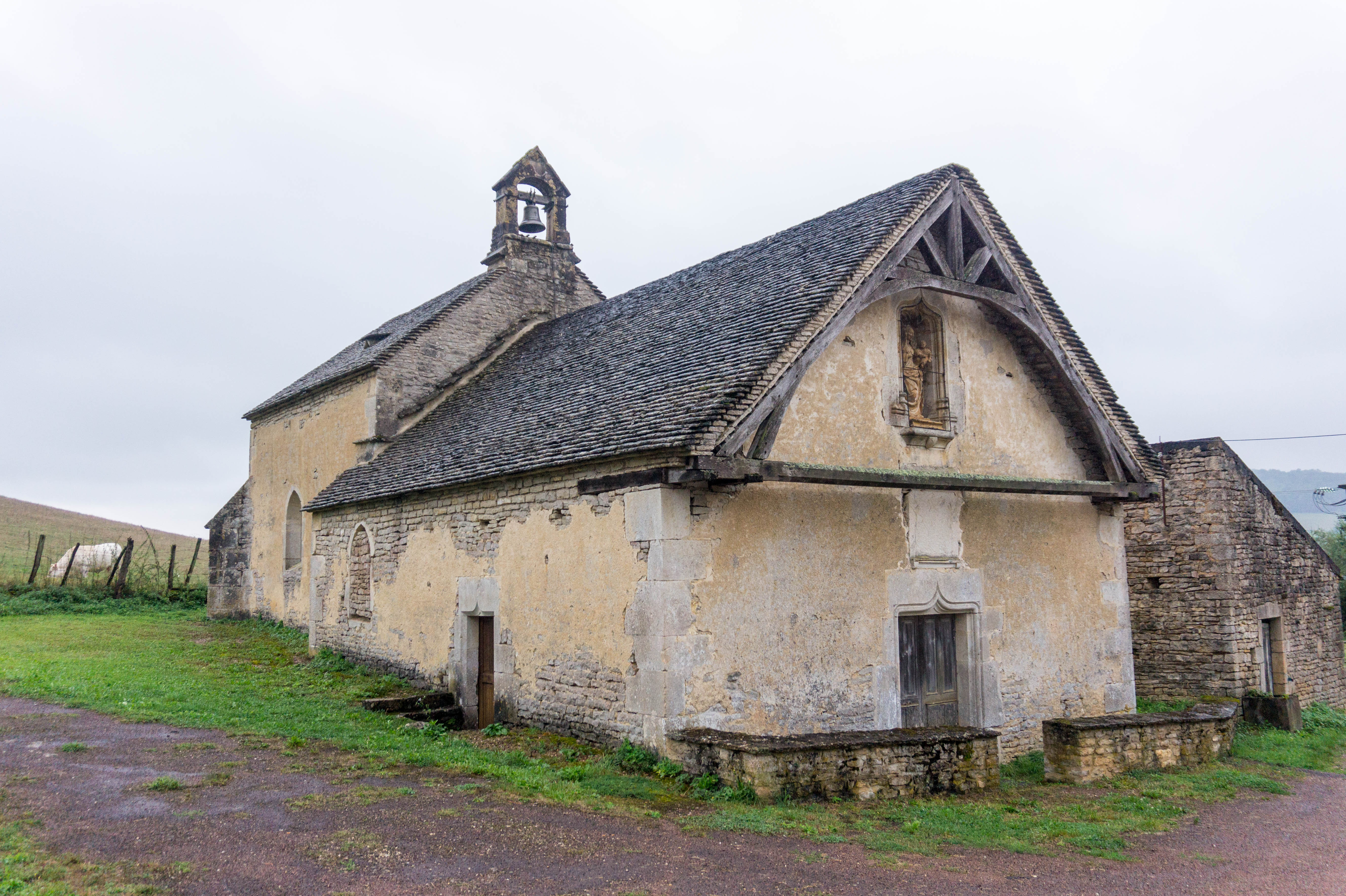
Chapelle Saint-Claude.

### Lieux et monuments
- La chapelle Saint-Claude, datant du XVe siècle, est remarquable par sa toiture en lave à charpente en berceau, et ses poutres engueulées de dragons. Cette chapelle a été classée Monument historique par décret du 26 mai 1926.